# Piramida (zbiór opowiadań)
Piramida (szw. Pyramiden) – zbiór opowiadań kryminalnych autorstwa szwedzkiego pisarza Henninga Mankella wydany w roku 1999, stanowiący uzupełnienie serii o przygodach komisarza Kurta Wallandera. Jej polskie tłumaczenie ukazało się w roku 2011 nakładem wydawnictwa WAB.

## Geneza i fabuła
Zbiór pięciu opowiadań stanowi uzupełnienie cyklu o przygodach komisarza Kurta Wallandera z policji w Ystad. Opisane są w nim śledztwa i inne wydarzenia, mające miejsce w ciągu dwóch dekad poprzedzających pierwszą część cyklu – Mordercę bez twarzy (czyli przed 8 stycznia 1990). Opowiadania pokazują Wallandera w początkach kariery policyjnej, a także wyjaśniają genezę jego związku z Moną i skomplikowanych stosunków z córką Lindą oraz ojcem, który nie był zadowolony z policyjnej kariery syna.
Opowiadania zostały napisane i wydane w odpowiedzi na liczne prośby czytelników, którzy intensywnie namawiali Mankella do opisania losów Wallandera przed 1990 rokiem (materiały były wcześniej częściowo publikowane w gazetach). Mankell rozważał nadanie całości podtytułu Powieści o szwedzkim lęku, gdyż utwory te nawiązują do negatywnych przemian w demokratycznym społeczeństwie szwedzkim lat 90. XX wieku, mających korzenie w poprzednich dwóch dekadach (Czy demokracja będzie w stanie przeżyć, jeśli naruszy się fundament praworządności? Czy szwedzka demokracja ma jakąś cenę, która pewnego dnia zostanie uznana za zbyt wygórowaną?).

## Opowiadania

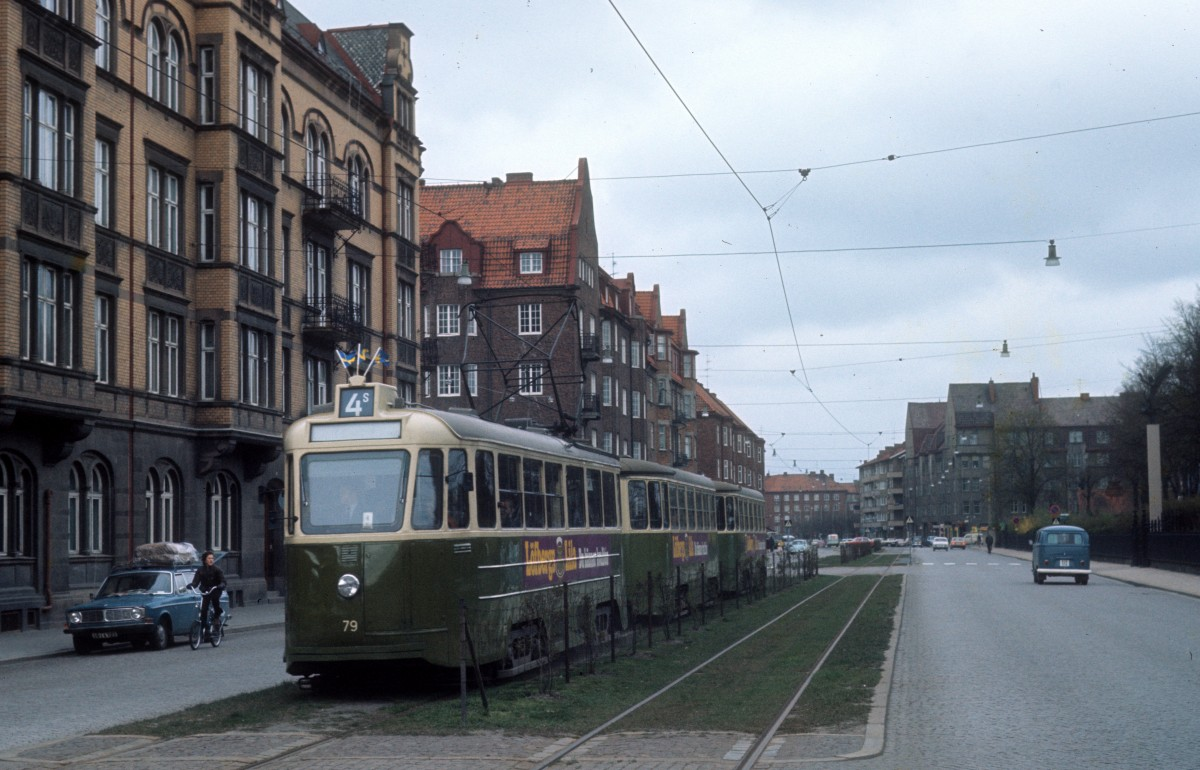
Malmö w latach 70. XX wieku. Wallander mieszkał tu do 1975

### Cios
Sprawa z 3 czerwca 1969 dotyczy zabójstwa sąsiada Wallandera – emerytowanego marynarza Artura Håléna (ur. 1898), a także Aleksandry Batisty Lundström, zabitej w Arlöv. Wallander zna już swoją przyszłą żonę i matkę Lindy – Monę. Jest asystentem kryminalnym w Malmö, a jego szefem i mentorem jest komisarz Hemberg. Ojciec Wallandera kupuje dom i pracownię w Löderup. Wyjaśnia się także geneza ciosu nożem w serce, który Wallander otrzymał w początkach pracy policyjnej.

### Szczelina

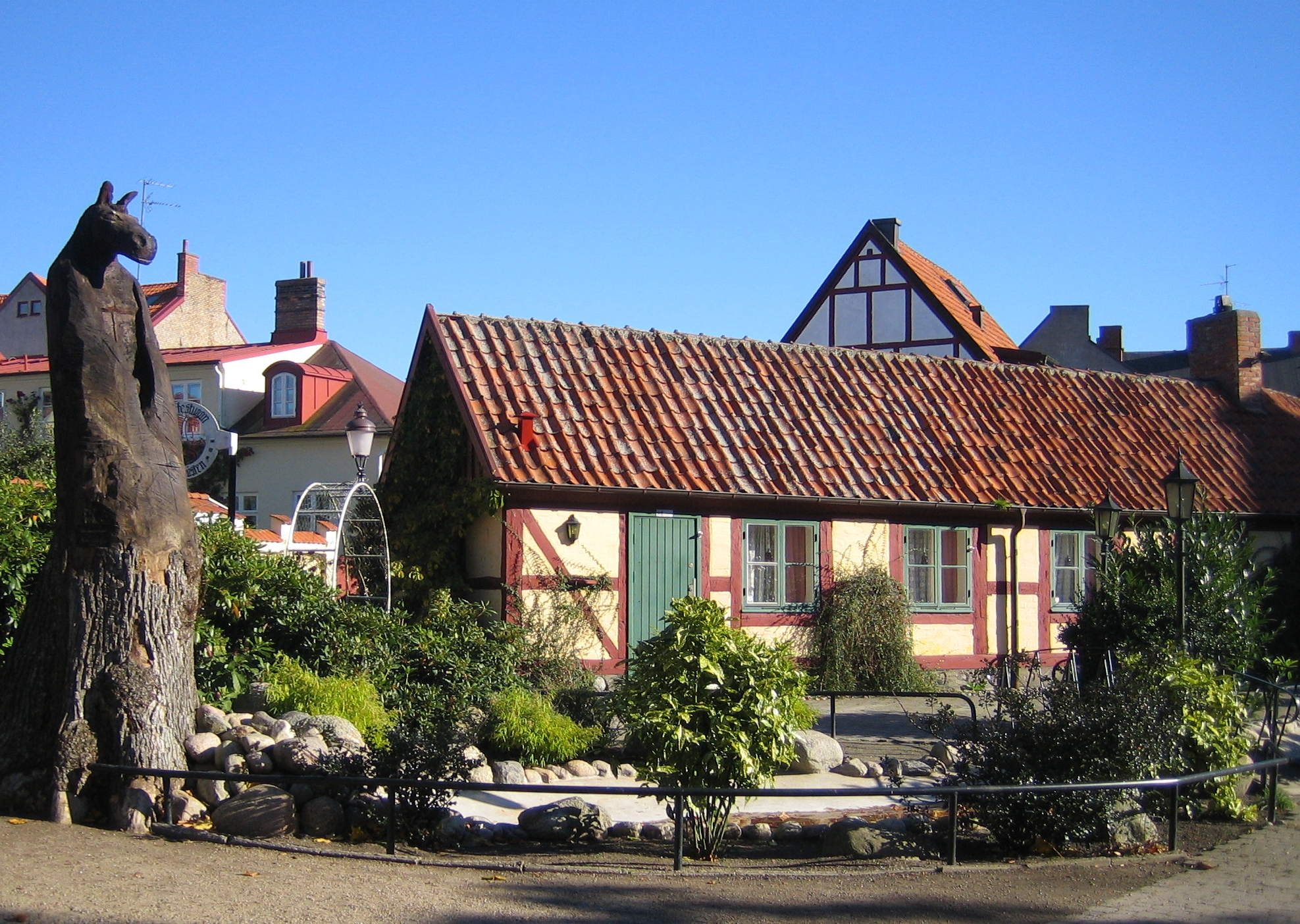
Ystad. Tu Wallander rozwiązywał większość śledztw

Wallander ma niecałe 30 lat i jest już asystentem komisarza w Wydziale Zabójstw, a jego szefem nadal jest Hemberg. Sprawa dzieje się w Wigilię 1975. Elma Hageman z Jägersro zgłasza, że w okolicy pobliskiego sklepu kręci się tajemniczy, nieznany osobnik. Okazuje się, że jest to niejaki Oliver, czarnoskóry nielegalny imigrant od trzech miesięcy przebywający w Szwecji. Uciekł on z RPA przez Namibię i Frankfurt n/M, ponieważ biali zabili mu ojca za przynależność do Afrykańskiego Kongresu Narodowego.
W życiu prywatnym Wallandera zaczynają się pierwsze konflikty z Moną (już małżonką). Córka Linda ma pięć lat. Jest to ostatni rok w Malmö, a jednocześnie rok, w którym poznaje Rydberga, swój największy autorytet policyjny.

### Mężczyzna na plaży

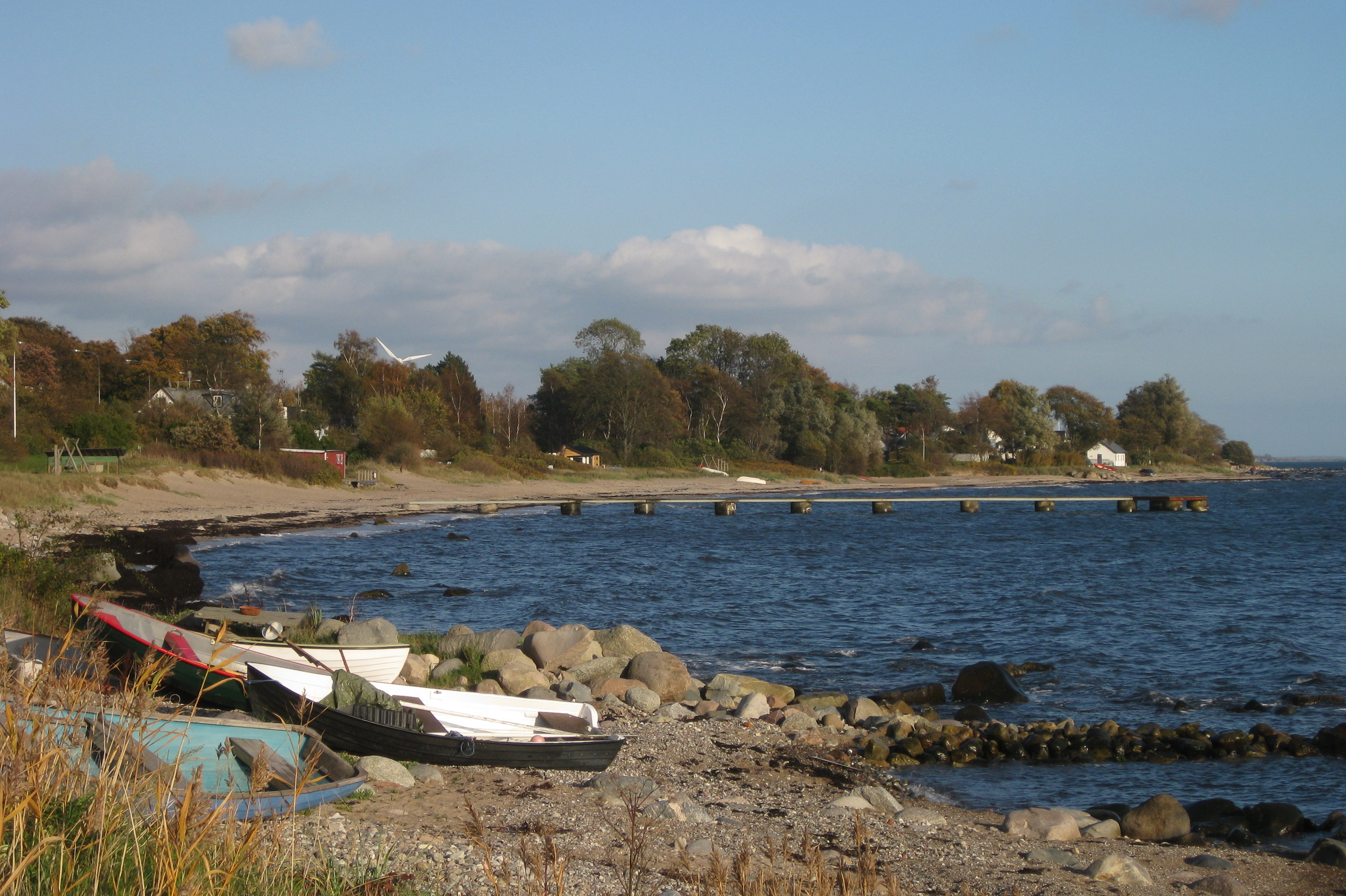
Plaża w Svarte. Stąd przyjechał Alexandersson, by umrzeć

Sprawa zaczyna się 26 kwietnia 1987, kiedy Wallander jest już inspektorem i dobiega do 40 lat. Śledztwo dotyczy Görana Alexanderssona (przedsiębiorcy branży elektrycznej ze Sztokholmu, 49 lat), który przyjechał taksówką ze Svarte do Ystad i zmarł. Jego syn Bengt zginął tragicznie w 1980. Tajemnicze są postacie drugiego syna i córki Alexanderssona – Martina i Kajsy (lekarza i prokuratorki z Nynäshamn).
Małżeństwo Wallandera wchodzi w etap trwałego kryzysu. Mona z Lindą wyjechały na wakacje na Wyspy Kanaryjskie.

### Śmierć fotografa
Rzecz dzieje się w kwietniu 1988 i dotyczy zamordowanego, starego fotografa Simona Lamberga (zamieszkałego przy Lavendervagen w Ystad), który miał swoje atelier w mieście od 25 lat. Większość mieszkańców miasta robiła sobie u niego okolicznościowe fotografie – także Wallander i Mona w dniu ślubu (1970), czy Linda, po narodzinach. Lamberg był mimo to postacią słabo znaną społeczności miasta, w wolnych chwilach trudniąc się artystycznym zniekształcaniem fotograficznych wizerunków znanych polityków. Żył on w separacji z żoną Elisabeth i miał upośledzoną córkę – Matyldę. Intensywnie grał na wyścigach konnych w Jägersro. Sprawa z czasem łączy się z zabójstwem Bengta Alexanderssona z Mężczyzny na plaży.
Mona wyprowadziła się do Malmö, a Linda (18 lat) studiuje w Sztokholmie, zamieszkując na Kungsholmsgatan. Wallandera przez całe opowiadanie intensywnie boli ząb.
W dziele użyto języka fotograficznego, np. Cała jego postawa była nieostra, czy Dosięgnął go cios w głowę. Świat eksplodował białym światłem i zaraz pogrążył się w ciemności.

### Piramida
Opowiadanie tytułowe. 11 grudnia 1989 nad Skanią widziano tajemniczy, nisko przelatujący samolot, który rozbił się o godz. 5.19. Niedługo później w egzekucji zginęły starsze siostry Eberhardsson (Anna i Emilia), od lat prowadzące w Ystad pasmanterię i pozornie będące idealnymi obywatelkami. Śledztwo kieruje się w stronę międzynarodowego handlu narkotykami.
Wallander ma 42 lata i właśnie mijają dwa miesiące odkąd rozstał się z Moną. Jego dawny szef – Hemberg, zginął rok wcześniej w wypadku drogowym. Prokurator Per Åkeson myśli o zmianie zawodu, którym jest zmęczony i zniechęcony. Z dniem 31 grudnia 1989 kończy pracę, a na jego miejsce przyjeżdża Anette Brolin. Rydberg czuje się już zdecydowanie źle i mdleje na jednym z zebrań, ale jeszcze nie ma postawionej żadnej diagnozy. Wallander nawiązuje romans z pielęgniarką Emmą Lundin, ale jest to związek bez przyszłości.
W grudniu 1989 ojciec Wallandera udaje się bez zapowiedzi na upragnioną od lat wycieczkę do Egiptu, celem obejrzenia piramid. 15 grudnia zostaje zatrzymany przez policję w Kairze za wspinanie się na piramidę Cheopsa, co jest surowo zakazane. Wallander musi polecieć do Egiptu, by odebrać ojca z aresztu i uiścić grzywnę w wysokości 10.000 koron szwedzkich (utrudnia mu to nabycie nowego samochodu).

## Ekranizacja

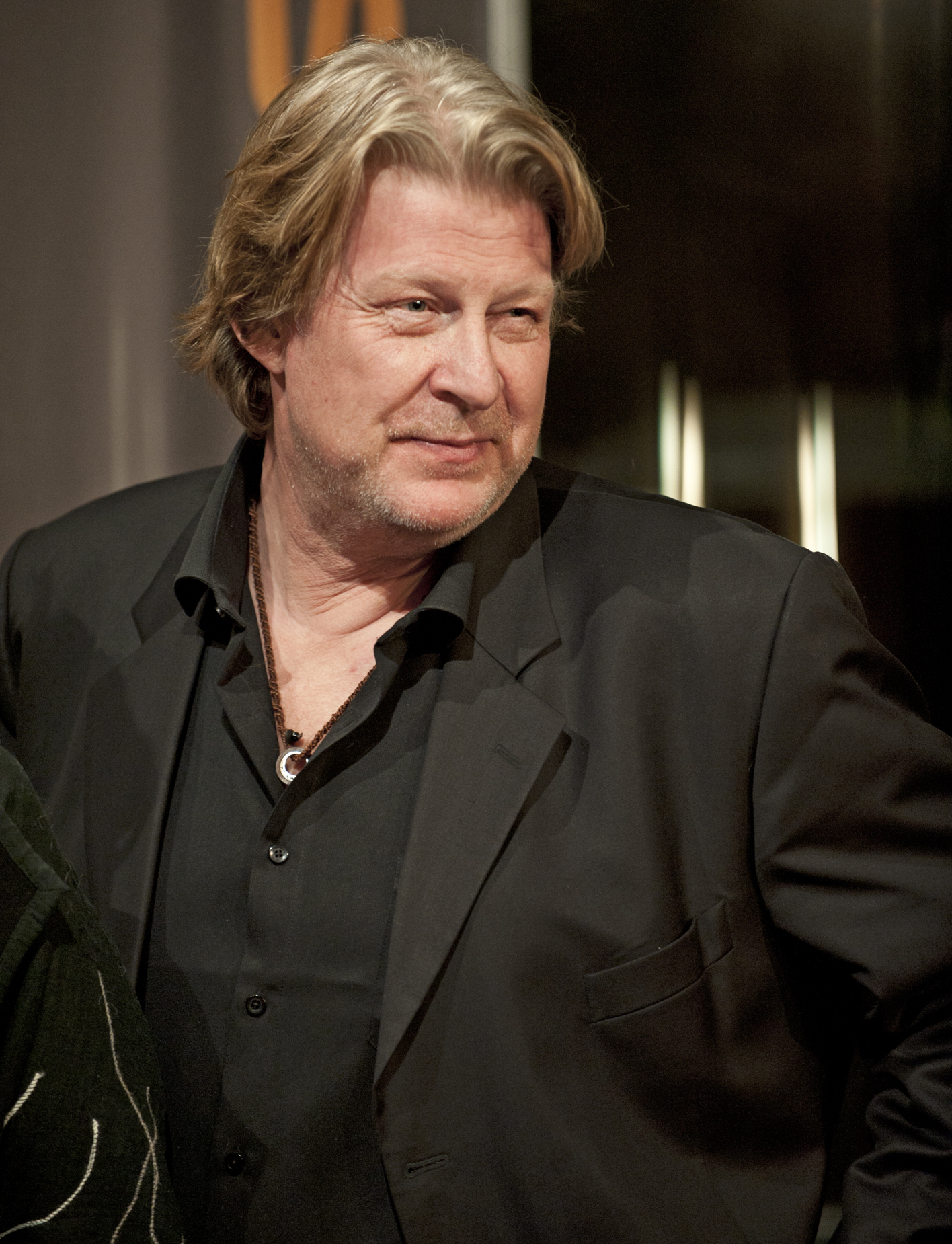
Rolf Lassgård – Wallander w ekranizacji z 2007

28 listopada 2007 miała miejsce premiera szwedzkiej ekranizacji opowiadania Piramida, w którym Wallandera zagrał Rolf Lassgård. Reżyserem był Daniel Lind Lagerlöf.